# 孙曼
孙曼（1968年7月23日—），江蘇人，中国前女子羽毛球运动员，曾奪得1996年夏季奥林匹克运动会羽毛球比赛混合雙打銅牌，現已退役。

## 簡歷
孙曼是國家隊團體賽的主力成員，曾出戰1993年蘇迪曼盃。
在個人單項方面，1994年，孙曼夥拍陈兴东出戰在上海舉行的亞洲羽毛球錦標賽混合雙打比賽，贏到冠軍。兩年後，孙曼改為夥拍刘坚军參加1996年夏季奥林匹克运动会羽毛球比赛混合雙打比賽，他們本有力挑戰金牌，可惜刘坚军的右腿膝盖在比賽期間严重受伤，最終他們在半决赛以0比2（10-15、4-15）敗於韓國的朴柱奉/羅景民，無緣決賽，最終僅能在铜牌戰勝出，獲得铜牌。